# (46) Hèstia
(46) Hèstia és l'asteroide núm. 46 de la sèrie. Descobert per l'astrònom anglès Norman Russell Pogson (1829-1891) a Oxford el 16 d'agost del 1857. Rep el nom d'Hèstia, una deessa grega.